# Чехословаччина на літніх Олімпійських іграх 1960
На Літніх Олімпійських іграх 1960 року в Римі, (Італія) Чехословаччина була представлена 116 спортсменами: 99 чоловік і 17 жінок, які брали участь в 75 змаганнях з 13 видів спорту. Збірна завоювала вісім медалей, з них три — золотих, дві — срібних та три бронзових.
Гімнастка Єва Босакова стала олімпійською чемпіонкою і володаркою чотирьох олімпійських медалей загалом на своїй третій Олімпіаді, а олімпійська чемпіонка легкоатлетка Дана Затопкова на своїй третій Олімпіаді завоювала другу олімпійську медаль. Гімнастка Матильда Матушкова, весляри Ян Їндра та Станіслав Луск також завоювали другу олімпійську медаль на своїй третій Олімпіаді.

## Медалісти
Золото
- Єва Босакова — Спортивна гімнастика, Жінки, колода.
- Богуміл Немечек — Бокс, перша напівсередня вага.
- Вацлав Козак та Павел Шмідт — Академічне веслування, Чоловіки, двійки парні.

 Срібло
- Дана Затопкова — Легка атлетика, Жінки, метання списа.
- Єва Босакова, Віра Чаславська, Адольфіна Тачова, Людмила Шведова, Гана Ружичкова, Матильда Матушкова — Спортивна гімнастика, Жіноча команда, командний залік.

 Бронза
- Йозеф Немець — Бокс, важка вага.
- Богуміл Кубат — Греко-римська боротьба, надважка вага.
- Богуміл Янушек, Ян Їндра, Іржі Лундак, Станіслав Луск, Вацлав Павкович, Людек Поєзни, Ян Шведа, Йозеф Вентус, Мірослав Конічек — Академічне веслування, Чоловіки, вісімка.

## Учасники

### Бокс
Спортсменів — 3
| Спортсмен       | Вага        | Перший раунд               | Другий раунд             | Чвертьфінал               | Півфінал                      | Фінал                       | Фінал            |
| Спортсмен       | Вага        | Суперник Результат         | Суперник Результат       | Суперник Результат        | Суперник Результат            | Суперник Результат          | Місце            |
| --------------- | ----------- | -------------------------- | ------------------------ | ------------------------- | ----------------------------- | --------------------------- | ---------------- |
| Йозеф Тере      | До 60 кг    | Абель Лаудоніо Поразка 0-5 | Вибув зі змагань         | Вибув зі змагань          | Вибув зі змагань              | Вибув зі змагань            | Вибув зі змагань |
| Богуміл Немечек | До 64 кг    | Руперт Кеніг Перемога 3-2  | Берні Малі Перемога 5-0  | П'єро Бранді Перемога 4-1 | Квінсі Деніелс Перемога 5-0   | Клемент Кворті Перемога 5-0 | Золото           |
| Йозеф Немець    | Понад 81 кг | Н/Д                        | Девід Томас Перемога 3-2 | Персі Прайс Перемога 4-1  | Франко Де Пікколі Поразка 0-5 | Не проходить                | Бронза           |

### Боротьба
Спортсменів — 5
В змаганнях з боротьби від Чехословаччини взяли участь 5 спортсменів — усі представники греко-римської боротьби. Богуміл Кубат завоював бронзову медаль. Карел Матушек претендував на золоту медаль, але поразка рішенням суддів від Густава Фрея (Швеція) виключила його з подальшої боротьби, а Фрей отримав бронзову медаль. Їржі Швець, Войтех Тот та Їржі Корманік посіли відповідно підсумкове п'яте, шосте та дев'яте місця.

### Легка атлетика
В змаганнях з легкої атлетики від Чехословаччини взяли участь 28 спортсменів (20 чоловіків і 8 жінок). Олімпійська чемпіонка Дана Затопкова завоювала срібну медаль у метанні списа, її подруга по команді Власта Пешкова зайняла четверте місце у метанні списа. Інші спортсмени показали гірші результати.

### Спортивна гімнастика
Чоловіки — 6
Представники чоловічої збірної Чехословаччини зі спортивної гімнастики не змогли втрутитися в боротьбу за медалі, залишившись без нагород. В командному заліку Чехословаччина зайняла четверте місце, в індивідуальному заліку найвище місце зайняв Фердінанд Даніш — п'ятнадцяте. В окремих вправах найвище місце — шосте у вільних вправах зайняв Ярослав Щасни.
Жінки — 6
Жіноча збірна зі спортивної гімнастики завоювала срібну медаль. Єва Босакова стала чемпіонкою у вправах на колоді і зупинилася за крок від бронзової медалі у вільних вправах.
| Гімнастка          | Командний залік | Абсолютний залік | Снаряд | Снаряд | Снаряд          | Снаряд        |
| Гімнастка          | Командний залік | Абсолютний залік | Колода | Бруси  | Опорний стрибок | Вільні вправи |
| ------------------ | --------------- | ---------------- | ------ | ------ | --------------- | ------------- |
| Віра Чаславська    | Срібло          | 8                | 6      | 21     | 7               | 9             |
| Єва Босакова       | Срібло          | 10               | Золото | 17     | 36              | 4             |
| Людмила Шведова    | Срібло          | 13               | 10     | 26     | 10              | 21            |
| Адольфіна Тачова   | Срібло          | 14               | 15     | 37     | 4               | 17            |
| Матильда Матушкова | Срібло          | 26               | 33     | 24     | 33              | 50            |
| Гана Ружичкова     | Срібло          | 33               | 26     | 58     | 44              | 33            |